# 산살바도르주

산살바도르 주의 위치

산살바도르주(스페인어: San Salvador)는 엘살바도르 중서부에 위치한 주로 주도는 산살바도르(엘살바도르의 수도이기도 함)이며 면적은 886.2 km2, 인구는 1,740,847명(2013년 기준)이다. 19개 지방 자치체를 관할한다.

산살바도르주는 엘살바도르에서 두번 째로 가장 작은 주이자 인구수가 가장 많은 주이기도 하다.